# Павлоградська загальноосвітня школа № 20
Павлогра́дська загальноосві́тня школа I—III ступені́в № 20 — навчальний заклад І-III ступенів акредитації у місті Павлоград Дніпропетровської області.

## Загальні дані
Павлоградська загальноосвітня школа I—III ступенів № 20 побудована у 1992 році за типовим проєктом 224-1-431.85.
Директор закладу — Пазій Олена Петрівна.
Мова викладання — українська.

## Сучасність
В школі діють:
Гурток «Берегиня»: День Святого Миколая дарує сюрпризи;
Гурток сучасних інформаційних технологій: ми готуємося стати першокласними спеціалістами;
Танцювальний гурток: майбутні артисти і підкорювачі сцени;
Ізостудія: наш талант знайшов підтримку і визнання;
Гурток паперопластики;
Секція спортивних ігор.
Основні пріоритети в роботі школи:
1. Забезпечення доступності, обов'язковості і безоплатності здобуття високоякісної повної загальної середньої освіти;
2. Створення передумов для всебічного розвитку дитини;
3. Використання передових науково-педагогічних та інформаційних технологій в навчальному процесі;
4. Гуманістична особистісно-орієнтована педагогіка та психологія;
5. Комплексна система позакласної та позашкільної роботи, направлена на реалізацію творчих, духовних, інтелектуальних потреб дитини;
6. Впровадження допрофільної та профільної підготовки учнів середньої та старшої школи.
7. Широке застосування в навчальному процесі інформаційно-комунікативних технологій.